# Eisenbahnunfall von Kettwig
Bei dem Eisenbahnunfall von Kettwig stießen am 8. oder 28. Februar 1923 zwei Militärzüge der französischen Besatzungsmacht zwischen Düsseldorf und Kettwig zusammen. 28 Menschen starben.

## Ausgangslage
Während der Alliierten Rheinlandbesetzung kam es zu zahlreichen Eisenbahnunfällen. Eine Reihe davon beruhte auf Sabotageakten deutschen Bahnpersonals und Dritter gegen die von der französischen Besatzungsmacht in ihrem Bereich betriebene Regiebahn. Andere wurden durch Mängel an Fahrzeugen und Infrastruktur oder den unsachgemäßen Umgang französischen Militärs mit Fahrzeugen und Vorschriften verursacht. Oft fehlen detaillierte Angaben, da die Besatzung bei solchen Vorfällen grundsätzlich verhinderte, dass Informationen nach außen drangen. So liegen auch in diesem Fall nähere Informationen nicht vor.

## Folgen
28 Menschen starben, zahlreiche weitere wurden verletzt.